# The Family (Fernsehserie)
The Family ist eine US-amerikanische Fernsehserie, welche am 3. März 2016 ihre Premiere beim Sender ABC feierte. 
Die Handlung der Serie dreht sich um das Auftauchen des Sohnes einer Bürgermeisterin einer US-amerikanischen Kleinstadt, der angeblich ermordet wurde. Die enge Gemeinschaft des Städtchens wird davon völlig durcheinander gebracht. Ein ehemaliger Nachbar, der für den angeblichen Mord verurteilt wurde, wird aus dem Gefängnis entlassen. 
Die Serie wurde nach nur einer Staffel eingestellt.

## Besetzung
- Joan Allen als Claire Warren
- Rupert Graves als John Warren
- Alison Pill als Willa Warren
- Margot Bingham als Sergeant Nina Meyer
- Zach Gilford als Daniel "Danny" Warren
- Liam James als Adam Warren
- Floriana Lima als Bridey Cruz
- Andrew McCarthy als Hank
- Madeleine Arthur als junge Willa Warren
- Rarmian Newton als junger Danny Warren